# Лилли, Беатрис
Беатрис Глэдис Лилли, леди Пил (англ. Beatrice Gladys Lillie, Lady Peel, 29 мая 1894 — 20 января 1989) — канадская комедийная актриса.

## Биография

### Карьера
Беатрис родилась 29 мая 1894 года в Торонто, Канада. Её семья была небольшая: её мать, старшая сестра Мюрел и она сама. Позже они все вместе переехали в Лондон, где в 1914 году Беатрис дебютировала в Уэст-Энд. Её талант комедийной актрисы вскоре сделал из неё известную остроумную комедиантку на театральной сцене. Беатрис использовала в своих выступлениях песни, пародии, и это помогло ей во время её нью-йоркского дебюта в 1924 году получить большую похвалу в «The New York Times». В 1926 году Беатрис вновь вернулась на театральные сцены Нью-Йорка, и там же она снялась в своём первом фильме «Выход улыбки». Позже, вплоть до начала Второй мировой войны, Лилли часто пересекала Атлантику, выступая то в Нью-Йорке, то в Лондоне.
В кино позже она появилась всего несколько раз в эпизодических ролях, таких как проповедница в «Вокруг света за 80 дней» (1956) и миссис Мирс в «Весьма современная Милли» (1967). В 1953 году она была удостоена специальной премии «Тони» за своё выступление в «Вечере с Беатрис Лилли», а в 1954 году «Премии Сары Сиддонс» за свою работу в театрах Чикаго. Последний раз на сцене она появилась в 1964 году в роли мадам Аркати в мюзикле «Высшие духи».

### Личная жизнь
В 1920 году Беатрис вышла замуж за Сэра Роберта Пила 5-го. Со временем она очень отдалилась от мужа и они жили врозь, но по-прежнему считались мужем и женой, вплоть до смерти Сэра Роберта в 1934 году. Их единственный сын Сэр Роберт Пил 6-й был убит в 1942 году во время Второй мировой войны на Шри-Ланке. Даже несмотря на гибель сына, Беатрис продолжила выступления, заявив, что «будет плакать завтра».
В 1948 году она познакомилась с певцом и актёром Джоном Филипом Хаком, который был младше её почти на тридцать лет. Вскоре он стал её близким другом и компаньоном. Друзья Лилли утверджали, что Джон был негодяем, который использовал её на пути к славе. Это также очевидно из того, что Хак почти полностью изолировал Беатрис от друзей и семьи и в большей степени управлял её жизнью и финансовыми делами. По слухам, Беатрис имела романтическую связь с актрисами Таллулой Бэнкхед, Эвой Ле Галлиенн и Гертрудой Лоуренс.
Беатрис покинула сцену из-за болезни Альцгеймера и умерла 20 января 1989 году в английском городке Хенли-он-Темс, графство Оксфордшир, в возрасте 94 лет. Джон Филип Хак умер от инфаркта спустя всего лишь 31 час после её смерти.
За свой вклад в кинематограф Беатрис Лилли удостоена звезды на Голливудской аллее славы.

## Фильмография
| Год  |   | Русское название         | Оригинальное название           | Роль                        |
| ---- | - | ------------------------ | ------------------------------- | --------------------------- |
| 1926 | ф | Уходит улыбаясь          | Exit Smiling                    | Виолет                      |
| 1930 | ф | Ты там?                  | Are You There?                  | Ширли Трэвиc                |
| 1938 | ф | Доктор Ритм              | Dr. Rhythm                      | Миссис Лорелей Додж-Блоджет |
| 1944 | ф | На пробу                 | On Approval                     | Мария Вислак                |
| 1956 | ф | Вокруг света за 80 дней  | Around the World in Eighty Days | Проповедница в Лондоне      |
| 1967 | ф | Весьма современная Милли | Thoroughly Modern Millie        | Миссис Мирс                 |

## Награды
Тони
- 1964 — номинация «Лучшая актриса в мюзикле» («Высшие духи»)
- 1958 — номинация «Лучшая актриса в мюзикле» («Безумства Зигфелда»)
- 1953 — Специальныая премия («Вечер с Беатрис Лилли»)